# 1141 Bohmia
1141 Bohmia este un asteroid din centura principală, descoperit pe 4 ianuarie 1930, de Max Wolf.